# Carl Bennet AB
Carl Bennet AB er en svensk investeringsvirksomhed. I porteføljen har de bl.a. Arjo AB, Elanders AB, Getinge AB og Lifco AB.
Virksomheden blev grundlagt i 1990 af Carl Bennet.